# Nenad Miščević
Nenad Miščević, hrvaški analitični, filozof, doktor filozofije in publicist, * 1. november, 1950, Zagreb, † 10. maj 2024.

## Življenjepis
Rodil se je 1. novembra 1950 v Zagrebu na Hrvaškem. Študiral je filozofijo in socialno znanost na Zagrebški univerzi in v Chicagu, ZDAki jo je obiskoval v letih 1969 in 1970. Diplomiral je leta 1972 v Zagrebu. Podiplomske študije je opravljal v Parizu skupaj s Paulom Ricoeurom.
Po semestru na Univerzi na Reki je poučeval filozofijo na filozofskem oddelku v Zadru na Hrvaškem od leta 1975 do leta 1993. Danes je stalni profesor na filozofskem oddelku Univerze v Mariboru. 
Čeprav je eno leto študiral v Chicagu, je svojo akademsko kariero začel z delom na področju post-strukturalizma. Med svojim bivanjem v Parizu se je ukvarjal z revizijo seminarjev, ki so jih pripravili Foucault, Deleuze in Derrida. Kot rezultat dela opravljenega na seminarjih je konec 70. let 20. stoletja objavil dve knjigi, napisani v svojem maternem jeziku, hrvaščini, o post-strukturalizmu. Ena od knjig je bila prva napisana knjiga na to temo v srbohrvaščini.
Na analitično filozofijo se je osredotočil med svojim drugim daljšim obiskom Pariza leta 1978. S tem področjem filozofije se ukvarja še danes. Še posebej je v ospredje svojih raziskav postavil filozofijo jezika, kasneje pa tudi filozofijo duha in epistemologijo. Delal je na tem, da bi predstavil najnovejša odkritja analitične filozofije hrvaški javnosti, saj so bili hrvaški intelektualci precej sovražni do analitične filozofije. V tem obdobju je objavil nekaj knjig o filozofiji jezika in duha. Uredil je tudi veliko število knjig v sodelovanju s svojimi študenti.
Leta 1993 je bil prisiljen zapustiti svoj dom v Zadru zaradi političnega in nacionalističnega pritiska. Sodelavci iz bližnjih držav so mu ponudili možnost predavanja kot gostujočemu profesorju. Tako je predaval kratke tečaje v Gradcu, Celovcu v nemščini in tečaj epistemologije v italijanščini. Slednji tečaj je potekal v Trstu. Po tem je obiskal Maribor, kjer je pomagal osnovati tamkajšnji filozofski oddelek na Pedagoški fakulteti UMB. Sredi 90. let je preživel nekaj mesecev kot gostujoči predavatelj v Ženevi. Leta 1998 je bil povabljen v Budimpešto na Srednjeevropsko univerzo (CEU), kjer je vodil enoletni filozofski program. Ta je vodil v stvaritev filozofskega oddelka, kjer je postal redni gostujoči predavatelj. Leta 1999 je bil aktiven na Hrvaškem, natančneje na novem filozofskem oddelku na Reki, ki je danes edini analitični oddelek v državi.
Pred vojno v bivši Jugoslaviji se je začel zanimati za temo nacionalizma. Sprva povsem politično, vendar je nedolgo zatem nacionalizem začel obravnavati kot eno od tem politične filozofije. Začel je s pisanjem kolumn v opozicijskem časopisu, kar počne dvakrat mesečno še danes. Njegovi interesi so se razvili tudi v teoretično smer. Še posebej ga zanima Kanada s svojim imigrantskim multikulturalizmom in dvojezičnim Quebeckom. Napisal je tudi številne članke v slovenščini, srbohrvaščini, angleščini, nemščini in francoščini. V okviru društva Zofijini ljubimci je gost številnih predavanj.

## Predavateljske izkušnje in interesi
Filozofijo uči že 25 let, v prvih 15 letih jo je večinoma učil na dodiplomskem nivoju, v zadnjih 10 letih pa tako na dodiplomskem kot na podiplomskem nivoju. Večino časa dela v manjših oddelkih, kot na primer v mestu Zadar. Predaval je na različnih seminarjih, od grške filozofije do seznanitve modalne logike in tudi filozofijo matematike. V zadnjih desetih letih se je osredotočil na bolj specializirana področja, kot so epistemologija, filozofija uma in izbrane teme v politični filozofiji.
Njegove predavateljske izkušnje so v nekaterih pogledih malo neobičajne tistim v Severni Ameriki, saj je analitična filozofija v manjšini v državah, v katerih je učil (vključno z državami kot so Švica in Avstrija). Starejši učitelj kot Nenad mora v takih pogojih pogosto lastnoročno trenirati mlade ambiciozne filozofe. Kot rezultat mora tak učitelj sam poučevati skupino mladih kandidatov (kot na primer Kevin Mulligan v Ženevi ali eno generacijo prej Stegmuller v Munich-u). Do zdaj je »vzgojil« skupino mladih filozofov, ki sedaj predstavljajo jedro edinega analitičnega oddelka na Hrvaškem na Reki. Miščević je veliko treningov izvedel neformalno, kot so npr. seminarji med časom kosila, izven šolske diskusije itd.
V zadnjih treh letih je imel veliko dela pri Centralni Evropski Univerzi, kjer je pomagal pri rekrutiranju in treniranju doktorskih študentov, še posebej tistih iz Madžarske in iz jugovzhodne Evrope, pri katerih je seznanjen s situacijo na vsaki univerzi. Program CEU je tradicionalni ameriško analitični program, kjer predavanja potekajo v angleščini, kar poskrbi za univerzalni kalup za vse študente. Hkrati tudi pomaga svojim študentom iz Slovenije in Hrvaške najti pot do CEU doktorskega programa.

## Področja interesa
Filozofija in psihologija uma, epistemologija, politična filozofija – nacionalizem in svetovljanstvo. Predaval je na uvodnih seminarjih logike, veliko je predaval tudi o zgodovini psihologije (nekaj antične, moderne, kar nekaj sodobne filozofije ter tudi uvodne seminarje za študente psihologije, ki se zanimajo za kognitivne probleme v filozofiji).

## Funkcije v profesionalnih združenjih, član v uredništvu
Pred vojno v Jugoslaviji je imel en mandat kot predsednik Hrvaškega filozofskega združenja (1985). 

Član v organizacijskem odboru Evropskega združenja analitične filozofije že od 1993.

Od 1996 do 1999 predsednik Evropskega združenja za analitično filozofijo.

Aktivni član francoskega kulturnega združenja "Transeuropeennes".

Član v uredniškem odboru v International studies in The Philosophy of Science (Oxford), Acta Analytica (Dettelsbach, Nemčija), Analiza (Ljubljana).

## Knjižna dela
- v angleščini:

2000 Rationality and Cognition

2001 Nationalism and Beyond

- knjige, napisane v hrvaščini in slovenščini, izdane pred razpadom Jugoslavije:

1975 Marksizam i post-strukturalistička kretanja

1977 Govor drugoga

1978 Bijeli sum

1983 Jezik kot dejavnost

1988 Radnja i objašnjenje

1990 Uvod u filozofiju psihologije

1998 Fizično in psihično: Uvod v filozofijo psihologije (koavtor z Olgo Markič)